# Scopariopsis
Scopariopsis é um gênero de traça pertencente à família Arctiidae.